# Парадајс (Монтана)
Парадајс (енгл. Paradise) насељено је место без административног статуса у америчкој савезној држави Монтана.

## Демографија
По попису из 2010. године број становника је 163, што је 21 (-11,4%) становника мање него 2000. године.
| Група             | 2000.       | 2010.       |
| Белци             | 174 (94,6%) | 150 (92,0%) |
| Афроамериканци    | 0 (0,0%)    | 0 (0,0%)    |
| Азијати           | 0 (0,0%)    | 1 (0,6%)    |
| Хиспаноамериканци | 2 (1,1%)    | 7 (4,3%)    |
| Укупно            | 184         | 163         |